# Попов, Серафим Алексеевич
Серафим Алексеевич Попов (псевдоним — Öльöш Сим; 8 января 1913, Жешарт, Вологодская губерния — 11 августа 2003) — коми поэт. Лауреат премии Коми АССР (1971). Народный поэт Коми АССР (1984).
Серафим Попов родился в селе Жешарт (ныне Усть-Вымский район Республики Коми) 8 января 1913 года (по старому стилю 26 декабря 1912 года) в семье крестьянина. Окончил сельскую начальную школу, а затем учился в школе второй ступени в селе Усть-Вымь. С 1934 по 1937 годы находился в рядах РККА. После демобилизации работал литсотрудником, а затем ответственным редактором газеты «Коми комсомолец». С июля 1941 года участвовал в Великой Отечественной войне. Демобилизован после ранения и контузии в 1943 году. Войну закончил гвардии капитаном. За боевые заслуги награждён орденом Красной Звезды, медалями.
Литературным творчеством Серафим Алексеевич Попов занимался с 1938 года. Опубликовал более двух десятков стихотворных сборников на родном языке, а также в переводах на русский и другие языки. Первые произведения Попова были опубликованы в середине 1930-х годов. Отдельным изданием его стихи впервые вышли в 1945 году — это был сборник «Фронтӧвӧй туй» (Фронтовая дорога). Позже вышли и другие его поэтические сборники: «Миян Войвыв» («Наш Север»), «Ме славита мир» («Я славлю мир»), «Вечный огонь», «Утро на Вычегде», «Дружба йылысь стихъяс» («Стихи о дружбе»), «Лӧз енэж улын» («Под голубым небом») и другие. Главной тематикой произведений Попова являются дружба народов и родной край. Адресованная юношеству книга «Парень из Щугора» включает три поэмы на военно-патриотическую тему: «Парень из Щугора», «Сокол Вася» и «Я был ракетчиком, мама». Были изданы сборники стихов «Избранное», «Память», «Ранок над Эжвою», «У лесного ручья», «Под северным сиянием». Также перу Попова принадлежат поэмы «Лесной поток», «Лесная сказка», «Пропавший без вести», «Машук».
Посвящал стихи Патрису Луммумбе, Николасу Гильену, Пабло Неруде, Тарасу Шевченко. Перевёл на коми язык сонеты Шекспира, стихотворения Роберта Бёрнса, «Заповіт» Тараса Шевченко, «А хто там ідзе?» Янки Купалы.
Долгое время поэт был редактором журнала «Войвыв кодзув».
С. А. Попов был членом КПСС с 1942 года, членом Союза писателей СССР с 1943 года, избирался депутатом Сыктывкарского городского Совета, депутатом Верховного Совета Коми АССР.
За сборник стихов «Любовь» Серафиму Попову присуждёна Государственная премия Коми АССР имени И. Куратова. За заслуги в развитии коми литературы Серафим Попов награждён орденами «Дружба народов» и «Знак Почёта», ему присвоены звания Народного поэта Коми АССР, заслуженного работника культуры РСФСР.